# Красное (озеро, бассейн Преголи)
О́зеро Кра́сное (польское название — озеро Го́лдап, пол. Jezioro Gołdap) — озеро в Нестеровском районе Калининградской области России и Варминьско-Мазурском воеводстве Польши. Озеро расположено в Роминтенской пуще, рядом с польским городом Голдап. Озеро пересекает российско-польская граница, бо́льшая часть акватории озера принадлежит Польше. Российская часть озера находится в приграничной полосе, закрытой для посещения; на восточном берегу действует погранзастава. Чуть западнее расположен автомобильный пункт пропуска «Гусев».
Площадь озера — 2,26 км², высота уреза воды — 150 метров над уровнем моря, максимальная глубина — 10,9 м, средняя — 5,6 м. Объём — 8345,3 тыс. м³. Озеро продолговатой формы, вытянуто с юго-востока на северо-запад. Максимальная длина — 2930 м, ширина — 880 м, длина береговой линии — 7600 м.
В озеро впадает река Ярка, вытекает из него река Голдапа.

## Картографические материалы
- Лист карты N-34-XVII Сувалки. Масштаб: 1 : 200 000. Состояние местности на 1980-1984 год. Издание 1989 г.
- Калининградская область. Общегеографическая карта. 1:200 000. Федеральная служба геодезии и картографии, Москва 1995.